# Зверев, Алексей Васильевич (писатель)
Зве́рев Алексе́й Васи́льевич (24 февраля 1913 — 26 марта 1992) — советский писатель и педагог.

## Биография
Родился 24 февраля 1913 года в селе Усть-Куда Иркутской губернии в семье крестьян.
Участник Великой Отечественной войны.
В 1942—1945 годах воевал на Первом украинском фронте, был тяжело ранен, около года провёл в госпитале. Был награждён орденом Красной Звезды.
Окончил Иркутский педагогический институт, работал преподавателем русского языка и литературы в школе.
Член Союза писателей СССР с 1968 года.
Скончался 26 марта 1992 года.

## Творчество
В 1930-х годах начал печатать свои первые стихи в районных и областных газетах.
В 1960 году опубликовал первое крупное произведение — роман «Далеко в стране Иркутской» в иркутском альманахе «Ангара».
В 1962 году роман «Далеко в стране Иркутской» вышел отдельным изданием в Иркутске.
В Иркутске произведения входят в региональную школьную программу по внеклассному чтению.

## Избранная библиография
- Далеко в стране Иркутской: Роман. — Иркутск: Кн. изд-во, 1962. — 431 с., ил. — тираж 15 000 экз.
- Гарусный платок: Повести и рассказы. — М.: Современник, 1976. — 175 с. — тираж 30 000 экз. — (Новинки «Современника»).[3]
- Выздоровление: Повести и рассказы / Предисл. В. Распутина. — М.: Сов. Россия, 1982. — 286 с., ил. — тираж 75 000 экз.[4]
- Пантелей: Рассказ. — Иркутск: Вост.-Сиб. кн. изд-во, 1982. — 46 с. — тираж 200 000 экз.
- Раны: Повести, рассказы. — М.: Современник, 1983. — 400 с.,ил. — тираж 100 000 экз.[5]
- Как по синему морю... Повести и рассказы. — Иркутск: Вост.-Сиб. кн. изд-во, 1984. — 480 с., ил. — тираж 100 000 экз.
- Далеко в стране Иркутской: Роман. — Иркутск: Вост.-Сиб. н. изд-во, 1987. — 302 с. — тираж 100 000 экз. — (Сов. сиб. роман)
- Ефимова держава: Роман. — М.: Современник, 1989. — 362 с., ил. — тираж 100 000 экз. — ISBN 5-270-00394-5.[6]
- Как по синему морю... Сашкина гармонь // Антология иркутского рассказа. XX век / Сост. Китайский С. Б., Семёнов В. А. — Иркутск: Иркутский писатель, 2003. — Тираж 1 000 экз. — ISBN 5-94644-005-5. — С. 324—341.
- Гарусный платок // Изба: Рассказы о Сибири / Сост. А. Байбородин. — Иркутск: Иркутский писатель, 2009. — Тираж 1 000 экз. — ISBN 978-5-94644-022-6. — («Избранная проза и поэзия Байкальской Сибири»). — С. 4—63.

## Награды
- орден Отечественной войны 1-й степени (11.03.1985)
- орден Дружбы народов (22.03.1988)
- орден Красной Звезды
- медали

## Память
- Именем Зверева названа литературная премия журнала «Сибирь», учреждённая в 1998 году[7].
- В 2008 году в Иркутске на здании школы, где работал Алексей Зверев, установлена мемориальная доска в память о нём[8].
- В 2010 году в Иркутске Государственной телерадиокомпанией «Иркутск» при поддержке Министерства культуры и архивов Иркутской области, а также библиотеки имени Молчанова-Сибирского в рамках проекта «Как слово наше отзовётся…» снят телевизионный фильм, посвященный Алексею Звереву (автор и ведущий — Владимир Скиф, режиссёр — Мария Аристова)[9].

## Театральные постановки
- «Гневышев» (2010) — Иркутский театр народной драмы — по повести Алексея Зверева «Раны»[10].